# Liste der denkmalgeschützten Objekte in Meiseldorf
Die Liste der denkmalgeschützten Objekte in Meiseldorf enthält die 26 denkmalgeschützten, unbeweglichen Objekte der niederösterreichischen Gemeinde Meiseldorf im Bezirk Horn.

## Denkmäler
| Foto |                 | Denkmal                                                                                  | Standort                                               | Beschreibung | Metadaten |
| ---- | --------------- | ---------------------------------------------------------------------------------------- | ------------------------------------------------------ | --- | --- |
| ja   | Datei hochladen | Ehem. Brauhaus HERIS-ID: 34158 Objekt-ID: 32134                                          | Kattau 3 Standort KG: Kattau                           | Das ehemalige Brauhaus aus dem 17. Jahrhundert hat einen Schweifgiebel und darauf eine Kugel und Pinienzapfen. | BDA-Hist.: Q37956586 Status: Bescheid Stand der BDA-Liste: 2025-06-30 Name: Ehem. Brauhaus GstNr.: 19                                                                    |
| ja   | Datei hochladen | Kath. Pfarrkirche Mariae Himmelfahrt HERIS-ID: 49983 Objekt-ID: 54407                    | neben Kattau 9 Standort KG: Kattau                     | Die Pfarrkirche Mariae Himmelfahrt in Kattau ist eine einschiffige Barockkirche mit Ostturm, die 1660 als Schlosskirche gegründet wurde und durch eine Brücke mit dem Schloss verbunden war. Seit 1783 ist sie Pfarrkirche. Das langgestreckte, mit dem Chor vereinigte Langhaus liegt unter einem Satteldach und ist durch Lisenen gegliedert. Der Sakristeianbau im Norden hat einen Aufgang zur Empore. Davor befindet sich ein niedriger Torbau und ein quadratischer Turm mit rundbogigen Schallfenstern und Pyramidenhelm. Der von einem Pultdach gedeckte Anbau im Norden wurde 1730–1733 errichtet. | BDA-Hist.: Q38037361 Status: § 2a Stand der BDA-Liste: 2025-06-30 Name: Kath. Pfarrkirche Mariae Himmelfahrt GstNr.: 17 Pfarrkirche Kattau                               |
| ja   | Datei hochladen | Figurenbildstock HERIS-ID: 59397 Objekt-ID: 70661                                        | Kattau 9, in der Nähe Standort KG: Kattau              | Die 1740–1743 errichtete Mariensäule südlich der Kirche ist ein dreiseitiger Obelisk auf vierstufigem Unterbau und dreiteiligem Postament, der von einer Maria-Immaculata-Figur bekrönt wird. Das Postament trägt ein Wappen der Gilleis und seitliche Reliefs der hll. Franziskus und Rosalia. Die Statuen auf dem Postament stellen die Heiligen Sebastian, Rochus und Papst Julius dar. Sie stammen von einem früheren Denkmal, das dem Turmbau weichen musste und wurden im ersten Drittel des 18. Jahrhunderts angefertigt.                                                                            | BDA-Hist.: Q38087183 Status: § 2a Stand der BDA-Liste: 2025-06-30 Name: Figurenbildstock GstNr.: 1981/2                                                                  |
| ja   | Datei hochladen | Ehem. Danielmühle HERIS-ID: 34157 Objekt-ID: 32133                                       | Kattau 59 Standort KG: Kattau                          | Die ehemalige Danielmühle in Alt-Kattau, eine vierseitige Anlage, im Kern aus dem 17. Jahrhundert, ist durch ein Rundbogenportal zugänglich und verfügt über dekorative Rauchfänge. Ihre Doppelgiebelfassade weist geschwungene Giebel, Putzgliederung, bekrönende Vasen und Pinienzapfen auf. | BDA-Hist.: Q37956572 Status: Bescheid Stand der BDA-Liste: 2025-06-30 Name: Ehem. Danielmühle GstNr.: 257, 2290                                                          |
| ja   | Datei hochladen | Friedhof christlich HERIS-ID: 61634 Objekt-ID: 74060                                     | Kattau 59, in der Nähe Standort KG: Kattau             | Am Friedhof von Kattau sind Teile der Fundamente der 1790 abgetragenen Pfarrkirche hl. Ulrich erhalten. Über der Herrschaftsgruft erhebt sich auf einem mit 1805 bezeichneten Sockel ein Friedhofskreuz mit einem von Putten gehaltenen Gilleiswappen. Ein Bäckergrabmal mit Gnadenstuhl ist mit 1717 bezeichnet. Außerdem sind mehrere barocke Grabsteine zu sehen. | BDA-Hist.: Q38096718 Status: § 2a Stand der BDA-Liste: 2025-06-30 Name: Friedhof christlich GstNr.: 247 Friedhof Kattau                                                  |
| ja   | Datei hochladen | Wohnhaus, ehem. Pfarrhof HERIS-ID: 61632 Objekt-ID: 74058                                | Kattau 60 Standort KG: Kattau                          | Der ehemalige Pfarrhof von Kattau hat einen Erker auf mehrfach geschwungenen Konsolen, einen Wirtschaftsteil mit profilierten Fenstern und an der Ostseite ein Schmiedeeisengitter aus der zweiten Hälfte des 18. Jahrhunderts. | BDA-Hist.: Q38096695 Status: § 2a Stand der BDA-Liste: 2025-06-30 Name: Wohnhaus, ehem. Pfarrhof GstNr.: 181 Pfarrhof Kattau                                             |
| ja   | Datei hochladen | Kreuzigungskapelle HERIS-ID: 61640 Objekt-ID: 74084                                      | nordöstlich Kattau 104 Standort KG: Kattau             | Die 1842 von Adam Nihsel aus Kattau errichtete Wegkapelle beherbergt eine spätbarocke Kreuzigungsgruppe und zeigt einfach Reliefs aus dem Leben Jesu. | BDA-Hist.: Q38096766 Status: § 2a Stand der BDA-Liste: 2025-06-30 Name: Kreuzigungskapelle GstNr.: 839/2 Kreuzigungskapelle Kattau                                       |
| ja   | Datei hochladen | Figurenbildstock Christus an der Geißelsäule HERIS-ID: 61641 Objekt-ID: 74087            | Standort KG: Kattau                                    | Östlich von Kattau befindet sich eine Rokokosäule mit Schuppenband, die von einer Figur von Christus an der Geißelsäule bekrönt wird. | BDA-Hist.: Q38096775 Status: § 2a Stand der BDA-Liste: 2025-06-30 Name: Figurenbildstock Christus an der Geißelsäule GstNr.: 481 Geißelheiland Kattau                    |
| ja   | Datei hochladen | Figurenbildstock hl. Vinzenz HERIS-ID: 61643 Objekt-ID: 74089                            | Standort KG: Kattau                                    | Die Sandsteinstatue des hl. Vinzenz an der unteren Brücke ist mit 1744 bezeichnet. | BDA-Hist.: Q38096784 Status: § 2a Stand der BDA-Liste: 2025-06-30 Name: Figurenbildstock hl. Vinzenz GstNr.: 1982/28                                                     |
| ja   | Datei hochladen | Figurenbildstock Maria Dreieichen HERIS-ID: 61644 Objekt-ID: 74090                       | Standort KG: Kattau                                    | | BDA-Hist.: Q38096796 Status: § 2a Stand der BDA-Liste: 2025-06-30 Name: Figurenbildstock Maria Dreieichen GstNr.: 2262                                                   |
| ja   | Datei hochladen | Schloss Kattau HERIS-ID: 34159 Objekt-ID: 32135                                          | Kattau 1 Standort KG: Kattau                           | Schloss Kattau ist eine vierflügelige, dreigeschoßige Anlage um einen rechteckigen Hof, die von einem ehemaligen Wassergraben umgeben ist. Im Nordosten, Nordwesten und Südwesten erheben sich gedrungene Ecktürme mit Pyramidendächern. Der Westtrakt ist eingestürzt. Eine Burg in Kattau wird 1343 urkundlich erwähnt. Das Schloss wurde in der ersten Hälfte des 17. Jahrhunderts erbaut. | BDA-Hist.: Q18412902 Status: Bescheid Stand der BDA-Liste: 2025-06-30 Name: Schloss Kattau GstNr.: 1, 2 Schloss Kattau                                                   |
| ja   | Datei hochladen | Figurenbildstock hl. Felix HERIS-ID: 34156 Objekt-ID: 32132                              | Kattau 1 (b), bei Standort KG: Kattau                  | Östlich von Schloss steht bei der Kirche eine Figur des hl. Felix auf einem dreiteiligen Sockel mit ausladenden Voluten und Puttenfiguren. Auf dem Mittelteil des mit 1739 bezeichneten Sockels ist ein Doppelwappen und eine Stifterinschrift von Julius Gilleis zu sehen. | BDA-Hist.: Q37956559 Status: Bescheid Stand der BDA-Liste: 2025-06-30 Name: Figurenbildstock hl. Felix GstNr.: 11                                                        |
| ja   | Datei hochladen | Figurenbildstock Pietà HERIS-ID: 61645 Objekt-ID: 74091                                  | Standort KG: Kleinmeiseldorf                           | Der Bildstock bei der Ortskapelle von Kleinmeiseldorf weist Reste von Polychromierung auf. Seine Pietà-Figur steht auf einem quadratischen Pfeiler mit Rankenrelief. Auf dem Kapitell ist das Denkmal mit „1695 Martin Neuholdt“ bezeichnet. | BDA-Hist.: Q38096807 Status: § 2a Stand der BDA-Liste: 2025-06-30 Name: Figurenbildstock Pietà GstNr.: 1                                                                 |
| ja   | Datei hochladen | Ortskapelle Kleinmeiseldorf HERIS-ID: 50011 Objekt-ID: 54470                             | neben Klein-Meiseldorf 11 Standort KG: Kleinmeiseldorf | Die Ortskapelle in der südlichen Angerzeile von Kleinmeiseldorf ist ein schlichter Bau mit einem halbrund geschlossenen, eingezogenen Chor und einem vorgebauten Westturm mit Zwiebelhelm. Südseitig ist das Haus Nummer 11 angebaut. | BDA-Hist.: Q38037544 Status: § 2a Stand der BDA-Liste: 2025-06-30 Name: Ortskapelle Kleinmeiseldorf GstNr.: 1 Ortskapelle Kleinmeiseldorf                                |
| ja   | Datei hochladen | Figurenbildstock Maria Immaculata HERIS-ID: 61648 Objekt-ID: 74094                       | bei Klein-Meiseldorf 102 Standort KG: Kleinmeiseldorf  | Die in der Mitte des 18. Jahrhunderts angefertigte Maria-Immaculata-Figur beim Bahnhof von Kleinmeiseldorf ruht auf einem abgefasten Pfeiler mit gekehlten Platten aus dem 17. Jahrhundert. | BDA-Hist.: Q38096818 Status: § 2a Stand der BDA-Liste: 2025-06-30 Name: Figurenbildstock Maria Immaculata GstNr.: 361                                                    |
| ja   | Datei hochladen | Figurenbildstock Mater Dolorosa HERIS-ID: 61649 Objekt-ID: 74097                         | Standort KG: Kleinmeiseldorf                           | Auf einem abgefasten Schaft mit ausladender Platte steht nordöstlich von Kleinmeiseldorf eine Mater-Dolorosa-Figur (?). Das Denkmal ist mit 1670 bezeichnet. | BDA-Hist.: Q38096826 Status: § 2a Stand der BDA-Liste: 2025-06-30 Name: Figurenbildstock Mater Dolorosa GstNr.: 730/1                                                    |
| ja   | Datei hochladen | Pfarrhof, ehem. Schloss HERIS-ID: 34405 Objekt-ID: 32674                                 | Maigen 1 (Pfarrhof) Standort KG: Maigen                | Der Pfarrhof von Maigen ist eine hakenförmige zweigeschoßige Anlage, die um die Mitte des 16. Jahrhunderts errichtet wurde. Der westliche Trakt ist in Teilen älter. Die Anlage verfügt über ein mit „G. H. 1548“ bezeichnetes Rundbogenportal. Die Fassade mit profilierten Steingewändefenstern und gekehlten Sohlbänken wurde 1964 wiederhergestellt. | BDA-Hist.: Q37957834 Status: Bescheid Stand der BDA-Liste: 2025-06-30 Name: Pfarrhof, ehem. Schloss GstNr.: 2                                                            |
| ja   | Datei hochladen | Kath. Filialkirche hl. Johannes der Täufer und Friedhof HERIS-ID: 50170 Objekt-ID: 54873 | neben Maigen 22 Standort KG: Maigen                    | Die Filialkirche hl. Johannes der Täufer ist von einem Friedhof und einer Bruchsteinmauer umgeben, die im Süden als Futtermauer angelegt ist. Die Kirche hat ein im 18. Jahrhundert erhöhtes Langhaus mit eingezogenem, gotischem, im Kern wahrscheinlich romanischem Rechteckchor und einen spätgotischen Nordturm. Sie ist durch einen Gang mit dem östlich gelegenen Pfarrhof verbunden. Der spätgotische Turm aus dem 15. Jahrhundert erhebt sich über einem quadratischen Grundriss. Er hat rundbogige Schallfenster und ein Pyramidendach.                                                            | BDA-Hist.: Q38038542 Status: § 2a Stand der BDA-Liste: 2025-06-30 Name: Kath. Filialkirche hl. Johannes der Täufer und Friedhof GstNr.: 1 Filialkirche Maigen            |
| ja   | Datei hochladen | Figurenbildstock, Weißes Kreuz HERIS-ID: 61651 Objekt-ID: 74099                          | Standort KG: Maigen                                    | | BDA-Hist.: Q38096837 Status: § 2a Stand der BDA-Liste: 2025-06-30 Name: Figurenbildstock, Weißes Kreuz GstNr.: 954/2                                                     |
| ja   | Datei hochladen | Schlossanlage Stockern HERIS-ID: 35149 Objekt-ID: 33775                                  | Stockern 1 Standort KG: Stockern                       | Das Schloss Stockern ist eine im 16. Jahrhundert errichtete, regelmäßige, zweigeschoßige Anlage mit vier runden Ecktürmen um einen rechteckigen Hof, die ehemals von einem Wassergraben umgeben war. Der weitläufige Schlosspark verfügt über eine mit Ecktürmen verstärkte Ummauerung. | BDA-Hist.: Q15317504 Status: Bescheid Stand der BDA-Liste: 2025-06-30 Name: Schlossanlage Stockern GstNr.: 1, 2, 3, 4/2, 5, 6, 7, 8/1, 8/2, 9, 129, 811 Schloss Stockern |
| ja   | Datei hochladen | Figurenbildstock hl. Johannes Nepomuk HERIS-ID: 61656 Objekt-ID: 74104                   | Stockern 5, in der Nähe Standort KG: Stockern          | Bei der Brücke in Stockern steht eine Statue des Johannes Nepomuk aus dem frühen 18. Jahrhundert. | BDA-Hist.: Q38096876 Status: § 2a Stand der BDA-Liste: 2025-06-30 Name: Figurenbildstock hl. Johannes Nepomuk GstNr.: 781/3                                              |
| ja   | Datei hochladen | Kriegerdenkmal HERIS-ID: 61655 Objekt-ID: 74103                                          | gegenüber Stockern 53 Standort KG: Stockern            | Das in der Art eines Tabernakelbildstocks ausgeführte Kriegerdenkmal in Stockern verfügt über ein Relief von Jesus am Ölberg und eine bekrönende Figur des Erzengels Michael. | BDA-Hist.: Q38096866 Status: § 2a Stand der BDA-Liste: 2025-06-30 Name: Kriegerdenkmal GstNr.: 179/2                                                                     |
| ja   | Datei hochladen | Kath. Pfarrkirche Hl. Herz Jesu HERIS-ID: 35150 Objekt-ID: 33776                         | gegenüber Stockern 55 Standort KG: Stockern            | Die neugotische Pfarrkirche zum Hl. Herzen Jesu im Norden von Stockern wurde 1907/1908 nach Plänen von Karl Steinhofer erbaut. Der gewestete Backsteinbau mit östlicher Turmfassade und kurzer querhausartiger Empore verfügt über einen außen gerade geschlossenen Chor mit Fünfachtelschluss sowie über polygonal geschlossene Kapellenchöre. | BDA-Hist.: Q37961739 Status: § 2a Stand der BDA-Liste: 2025-06-30 Name: Kath. Pfarrkirche Hl. Herz Jesu GstNr.: 174 Neue Pfarrkirche Stockern                            |
| ja   | Datei hochladen | Figurenbildstock Pietà HERIS-ID: 61657 Objekt-ID: 74105                                  | Standort KG: Stockern                                  | Die steinerne Pietà-Gruppe an der Abzweigung nach Eggenburg ist mit 1737 bezeichnet. | BDA-Hist.: Q38096889 Status: § 2a Stand der BDA-Liste: 2025-06-30 Name: Figurenbildstock Pietà GstNr.: 781/2                                                             |
| ja   | Datei hochladen | Friedhof christlich HERIS-ID: 61660 Objekt-ID: 74108                                     | Standort KG: Stockern                                  | Der Friedhof außerhalb von Stockern weist an seiner Umfassungsmauer mehrere barocke Reliefs mit religiösen Motiven auf (Gnadenstuhl, Christus am Kreuz, Mater Dolorosa und Auferstandener). Aus dem 18./19. Jahrhundert stammt die innen platzlgewölbte Kapelle der Engelshofen und Suttner. Auf einem geschwungenen Sockel erhebt sich das steinerne Friedhofskreuz. | BDA-Hist.: Q38096926 Status: § 2a Stand der BDA-Liste: 2025-06-30 Name: Friedhof christlich GstNr.: 573 Friedhof Stockern                                                |
| ja   | Datei hochladen | Kalvarienberg/Kreuzweg HERIS-ID: 35148 Objekt-ID: 33774                                  | Standort KG: Stockern                                  | Auf dem Kalvarienberg im Südosten von Stockern steht eine im Halbkreis angeordnete, mit 1643 bezeichnete Figurengruppe: Christus am Kreuz, zu seinen Füßen Maria Magdalena; seitlich Maria, Johannes der Evangelist und die beiden Schächer. | BDA-Hist.: Q37961720 Status: § 2a Stand der BDA-Liste: 2025-06-30 Name: Kalvarienberg/Kreuzweg GstNr.: 942                                                               |